# Paratherina cyanea
Paratherina cyanea là một loài cá thuộc họ Atherinidae. Nó là loài đặc hữu của Indonesia.